# 李淳風

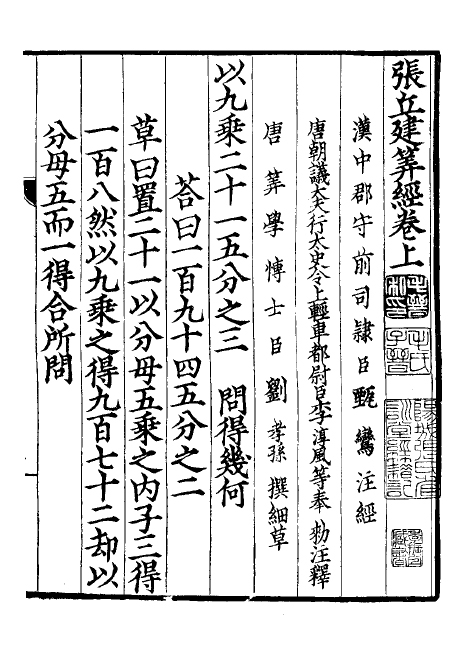
李淳風注释《张邱建算经》

李淳風（602年—670年），岐州雍人（今陝西省凤翔县），唐朝初年政治人物、天文學家和數學家。

## 生平
父親李播是隋時的高唐縣尉，後放棄官職為道士，道号黃冠子，著有《天文大象賦》。
李淳風早年學道於天台山，最早是隋煬帝的司監官。他通曉天文星象，历法以及数学。貞觀七年（633年），《舊唐書》、《新唐書》皆記載李淳風通过改进传统浑仪，创造性的在赤道环上增加了黄道环和白道环，研制出当时绝无仅有的「三重環」渾天儀，名为浑天黄道仪。貞觀十五年（641年）任太史丞，撰研究浑天仪的《法象志》。
貞觀二十二年（648年）任太史令，奉詔註釋《算經十書》。李淳風还编撰有《推背圖》、《典章文物志》、《秘阁录》、《乙巳占》等书。
李淳風还指出《戊寅元曆》的錯誤。唐高宗時，李淳風以劉焯的《皇極曆》為據，編成《麟德曆》。麟德二年（665年），改用李淳风的《麟德曆》。

## 事蹟
- 李淳风擔任太史，為唐太宗編校新曆，能準確預測日蝕，謂之不吉。唐太宗聞言不悅並懷疑李淳風之言，李淳風说：“有如不蝕，則臣請死之。”到了李淳風預定日蝕當天，唐太宗等候多時仍不見日蝕，於是對李淳風說：“我放你回家，和老婆孩子告別。”李淳风在墙上劃了一条标记说：“尚早一刻。等到日光照到这里时，日食就出现了。”後來果“如言而蝕，不差毫髮”。[5][6]

- 李淳風與张文收隨同皇帝出遊，有狂風從南面迎來，李淳風認為在南面五里處一定有人在哭，張文收則認為那裡有音樂聲。後來果然有一送葬儀隊經過。[7][8]

- 《太平廣記》及《隋唐嘉话》記載李淳風有一天奏報唐太宗說，翌日北斗七星將化身為人到西市飲酒。太宗於是命人前往等候，果然遇到婆羅門僧七人到西市酒肆飲酒二石。使者宣詔七人入宮，七人笑著說：「這一定是李淳風這小孩說我們在這裡了。」之後忽然消失不見。[9][10]

- 唐太宗得到一本秘讖，上面說：「唐中弱，有女武代王。」李淳風預言後宮中將會有人在四十年後稱帝，并诛杀唐室子孙殆尽。太宗欲捕杀之，李淳风谏阻太宗說：「這是上天所定下的命數，是無法去除的，若命定當王的人沒有死掉，則只會使陛下因為生疑而濫殺無辜。況且後宮是陛下親愛之人，過了四十年後此人也會年老而變得寬仁，雖然承受帝位使江山易姓，也不能斷絕唐室血脈。若陛下成功殺死此人，又再出現壯年之人繼承天命（《太平廣記》則記載為「男子」）並大開殺戒，到時陛下的子孫恐怕再也沒有遺種了。」太宗於是放棄這個打算。[11][12]。